# Melittia pyroptella
Melittia pyroptella — вид лускокрилих комах родини склівок (Sesiidae). Описаний у 2020 році.

## Поширення
Ендемік Австралії. Голотип виявлений у 2005 році в Національному парку Ламінгтон на півдні Квінсленду на краю тропічного лісу на висоті 800 м над рівнем моря.